# Juan Bautista Monegro

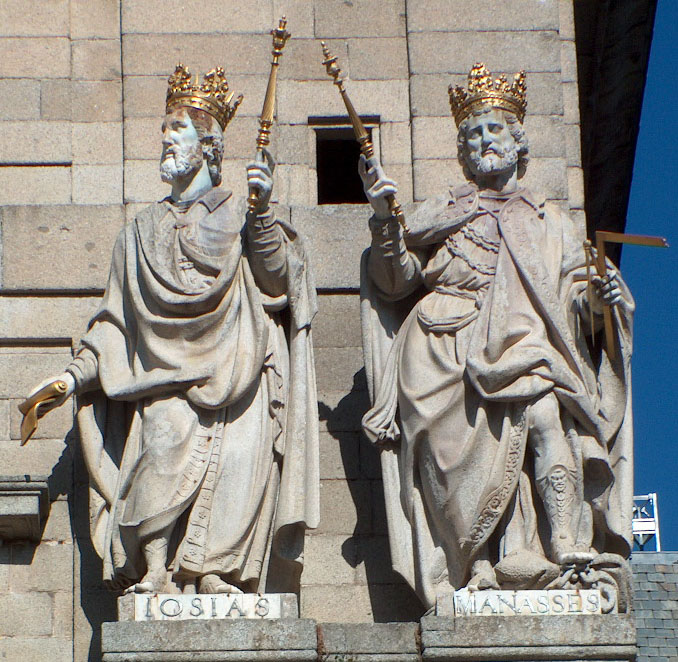
Monegros Könige Judas (Escorial)

Juan Bautista Monegro (* 1545 in Monegro in Kantabrien; † 16. Februar 1621 in Toledo) war ein spanischer Architekt und Bildhauer. 

## Leben und Werk
Monegro ist der Halbbruder des Malers Luis de Carvajal. Sein Italienaufenthalt mit Kontakten zu Pompeo Leoni ist zweifelhaft. 1566 war er in Toledo und arbeitete im manieristischen Stil. 1569 begann er am Portal der Kathedrale von Toledo zu arbeiten. Dann hat er wohl 1570/71 im Konvent Santa Isabel de los Reyes das Retabel geschaffen. Im Kloster Escorial hat er von 1572 bis 1589 zusammen mit seinem Freund Juan de Herrera gearbeitet, darunter schuf er die Fassade mit den sechs Königen Judas, die Statue des San Lorenzo, die vier Evangelisten im Patio de los Evangelistas. Wieder in Toledo, hat er das Retabel im Konvent Santa Clara la Real und im Santo Domingo el Antiguo 1579 entworfen.

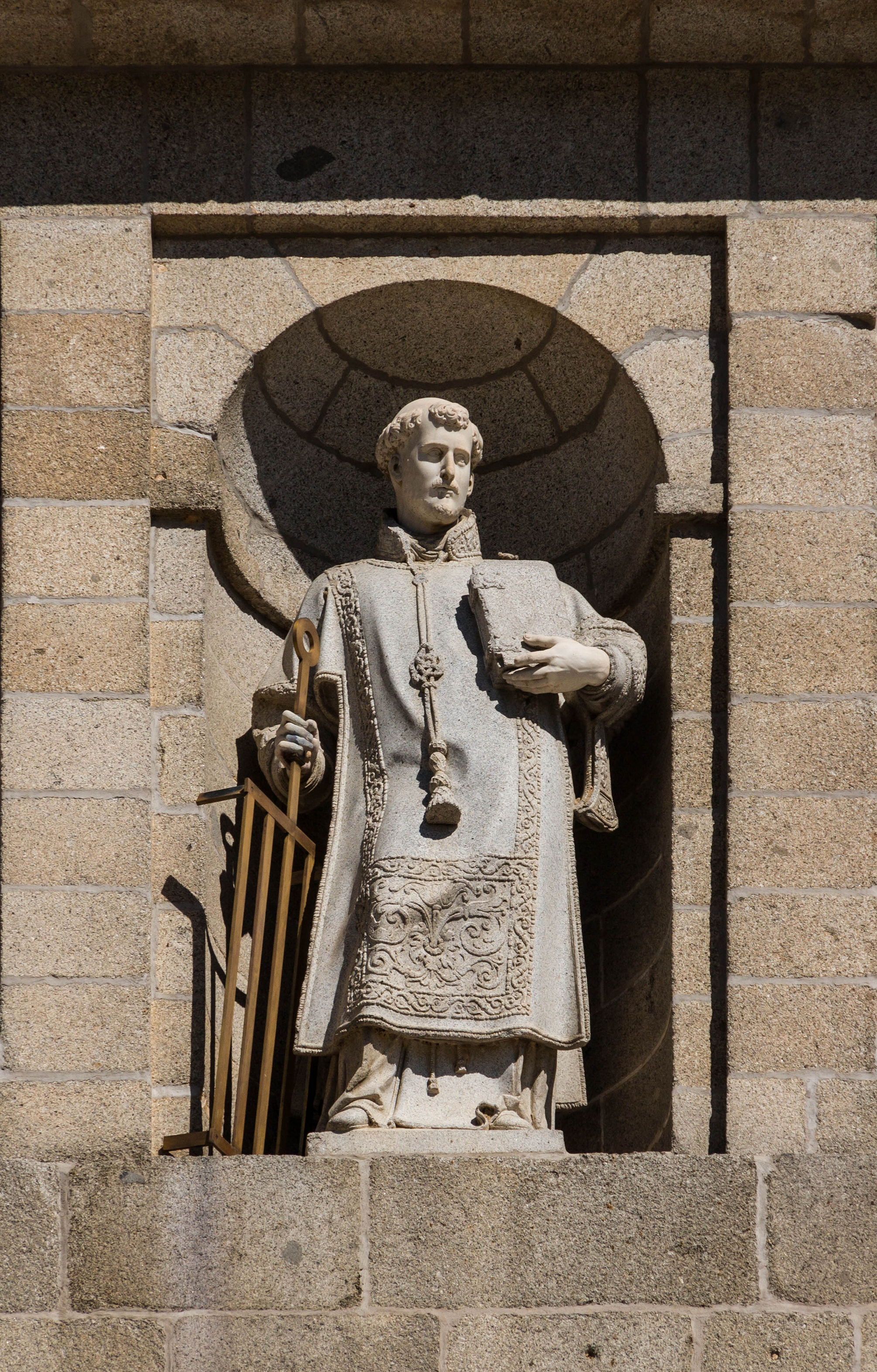
San Lorenzo (Escorial)

1597 hat der König ihn zum Meister des Königlichen Palastes Madrid ernannt. Danach hat er in Toledo weitere Arbeiten geleistet, so in der Kathedrale die Kapelle Nuestra Señora del Sagrario und das Renaissance-Portal zur Klosterkirche von Santo Domingo el Real.
Er wurde in der Pfarrkirche San Lorenzo in Toledo begraben, die 1936 abgebrannt ist.